# El Santo
Rodolfo Guzmán Huerta, mer känd under artistnamnet El Santo, född 23 september 1917, död 5 februari 1984, var en luchador (fribrottare) och skådespelare. Tillsammans med rivalen Blue Demon är El Santo ansedd som en av de största stjärnorna i lucha libre genom historien.